# Hoya rubida
Hoya rubida är en oleanderväxtart som beskrevs av Rudolf Schlechter. Hoya rubida ingår i släktet Hoya och familjen oleanderväxter. Inga underarter finns listade i Catalogue of Life.